# Ligne de Rouen-Gauche à Petit-Couronne (voies des quais)
La ligne de Rouen-Gauche à Petit-Couronne est une ligne de chemin de fer française à écartement standard. Elle est située à l'intérieur de l’agglomération de Rouen. Desservant les quais et les établissements industriels de la rive gauche du port de Rouen, elle a subi les vicissitudes des guerres, des crises économiques et des aménagements portuaires. Aujourd'hui, bien que ses voies principales restent encore équipées de caténaires, celles-ci sont désormais hors tension et en cours de dépose, car elle est largement sous-utilisée compte tenu à la fois du déclin du transport ferroviaire et de la désindustrialisation de sa zone de chalandise.

## Histoire
En 1843, la Compagnie du chemin de fer de Paris à Rouen avait établi le terminus de sa ligne à la Gare de Rouen-Saint-Sever, construite sur la rive gauche de la Seine, dans le quartier éponyme.
À cinq cents mètres à l'ouest de cette première gare une seconde, celle dite de Rouen-Orléans, sera érigée une quarantaine d'années plus tard au terme de nombreuses péripéties juridiques et économiques. En effet, afin de compléter le réseau d'intérêt national relevant des autorités de l'État, la loi du 12 juillet 1865 donnait compétence aux départements et communes pour établir ou concéder des chemins de fer d'intérêt local après autorisation donnée par décret. Dans ce cadre législatif le conseil général de la Seine-Inférieure avait décidé de s'associer, avec les autres départements concernés, à un projet de liaison ferroviaire entre Orléans et Rouen, en concédant le 28 février 1872 à la Compagnie du chemin de fer d'Orléans à Rouen la construction et l'exploitation d'une ligne partant de la limite du département de l'Eure, « vers Montaure » [sic], et aboutissant à Rouen, « place Saint-Sever, près des docks », un embranchement partant du Grand-Quevilly devant faire la jonction à Sotteville avec la ligne Paris-Le Havre de la Compagnie des chemins de fer de l'Ouest. Conformément à la loi, le décret du 5 avril 1873 avait déclaré cette ligne d'utilité publique à titre d'intérêt local et approuvé la convention de concession.
Après la faillite du concessionnaire, prononcée le 22 mars 1877, la loi du 18 mai 1878 réglant la situation de certains chemins de fer d'intérêt local en difficultés a incorporé dans le réseau d'intérêt général les quatre tronçons départementaux de l'itinéraire d'Orléans à Rouen et autorisé leur rachat par l'État, en approuvant la convention signée à cet effet le 12 juin 1877 avec le syndic de faillite de la Compagnie du chemin de fer d'Orléans à Rouen.
La ligne, aboutissant à la gare de Rouen-Orléans, sera cédée par l'État à la Compagnie des chemins de fer de l'Ouest par une convention du 17 juillet 1883, approuvée par la loi du 20 novembre suivant.
C'est dans ce contexte compliqué qu'ont été établies les lignes desservant à la fois les quais de la rive gauche du port de Rouen et les entreprises implantées à ses abords. Par un premier décret du 6 août 1882, la compagnie de l'Ouest avait été autorisée à établir à partir de sa gare Saint-Sever des voies portuaires destinées au transport des marchandises. Devenue concessionnaire de la ligne d'Orléans un an plus tard, elle obtiendra en 1887, compte tenu de l'extension progressive des activités portuaires vers l'aval, la desserte de nouveaux quais et l'établissement, sur une estacade traversant le quartier Saint-Sever d'une voie de liaison, mise en service le 20 février 1898, avec sa gare de Rouen-Orléans.
Il en résultera, à partir des deux gares principales, un réseau ferroviaire complexe de près de deux cent cinquante kilomètres de voies de circulation et de service, de faisceaux de stationnement et d'embranchements particuliers, qui se développera progressivement avec l'extension des activités du port et de ses industries annexes, et subsistera jusqu'à ce que les destructions de la Seconde Guerre mondiale obligent à le remanier totalement lors de la reconstruction des quartiers dévastés par les bombardements.
Après l'électrification de la ligne Paris-Le Havre en 1967, il faudra attendre que s'amorce celle de la ligne Rouen-Amiens une quinzaine d'années plus tard pour qu'il apparaisse opportun d'assurer la continuité de la traction sur les voies principales de la ligne de Rouen-Gauche à Petit-Couronne en les équipant également en caténaires. Leur mise sous tension a eu lieu le 13 janvier 1983 et leur mise en service officielle le 17, après passage d'un train de reconnaissance.
Entreprise en 2019 et achevée en juin 2022, la démolition de la galerie en béton armé recouvrant l'ancienne gare de Rouen-Saint-Sever et supportant la voie publique dénommée quai Jacques-Anquetil nécessitait la dépose des caténaires sur le tronçon concerné par les travaux. L'opération a offert l'occasion de mettre hors tension, puis de démonter, l'ensemble de l'alimentation électrique de la ligne, son trafic, en baisse sensible, ne devant à l'avenir plus être assuré qu'en traction thermique.

## Caractéristiques

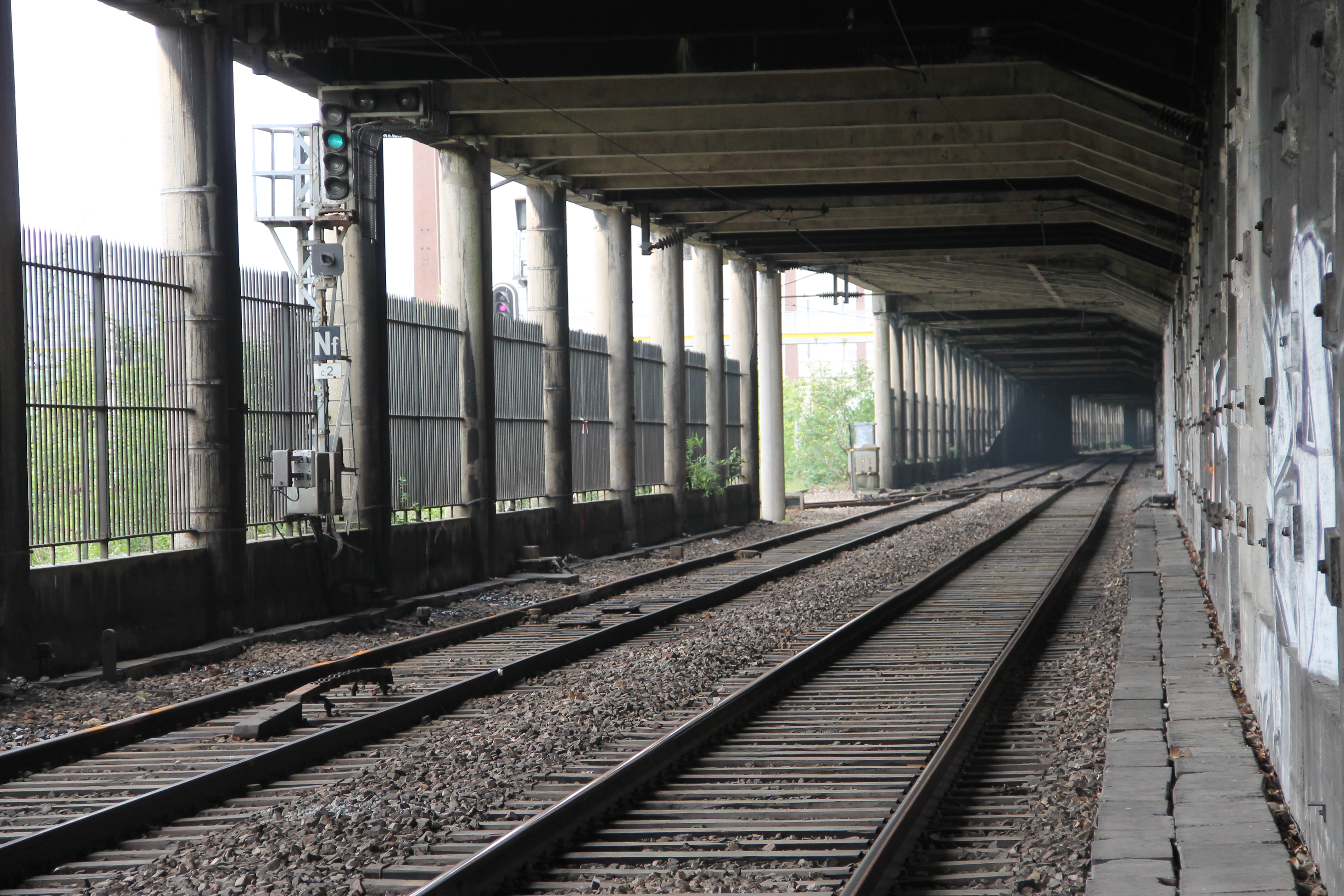
La tranchée couverte sous le quai Cavelier-de-La-Salle et son fil trolley (direction Sotteville).

### Tracé et équipements
La ligne, qui est le prolongement de celle de Sotteville à Rouen-Rive-Gauche, débute à l'emplacement de l'ancienne gare de Rouen-Saint-Sever, aujourd'hui disparue. Immédiatement après, elle entre dans une tranchée couverte d'environ un kilomètre, construite après la guerre parallèlement à la Seine à une distance d'une cinquantaine de mètres du bord des quais, dont le plafond supporte deux voies publiques surplombant le fleuve d'une dizaine de mètres, dénommées respectivement quais Jean-Moulin et Cavelier-de-La-Salle. Du flanc nord de la tranchée, à claire-voie, partaient des embranchements desservant les quais bas. Avec le déplacement des activités portuaires vers l'aval et l'aménagement des berges pour les loisirs et la promenade, ces voies ont été supprimées ou neutralisées.

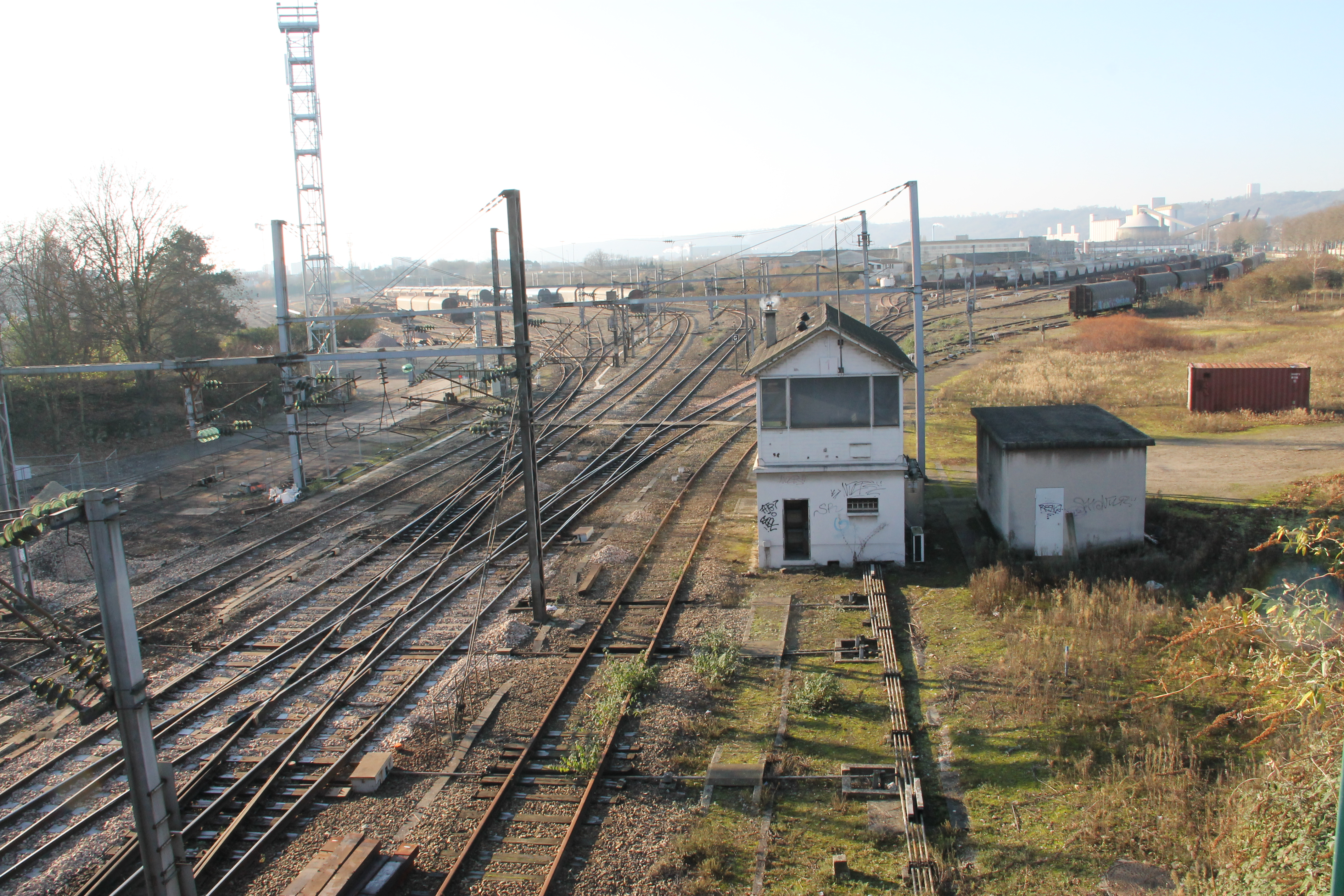
La Gare de Rouen-Orléans, à la sortie de la tranchée couverte, en 2016.

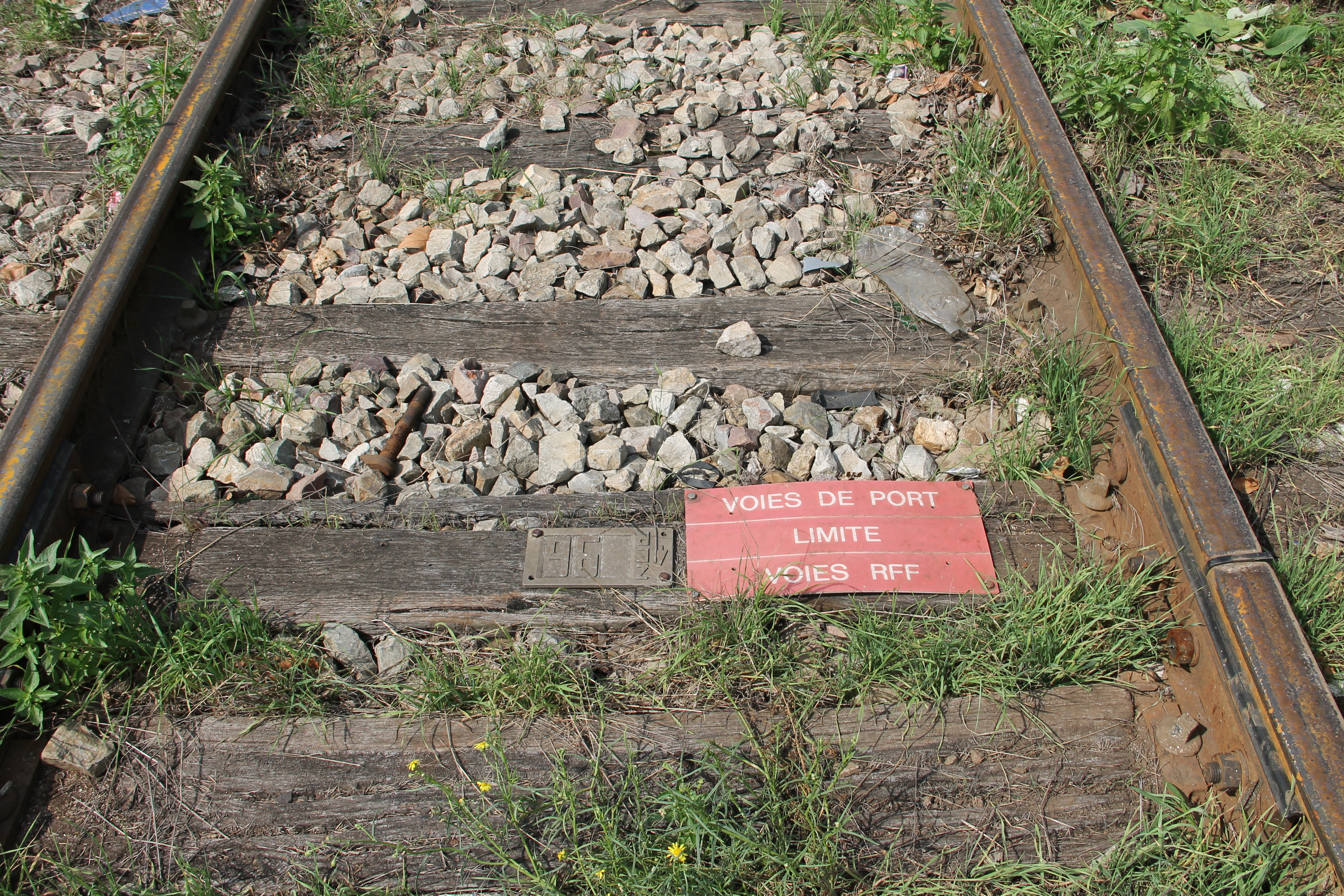
Limite entre voie SNCF et voie portuaire à la sortie du faisceau Clamageran.

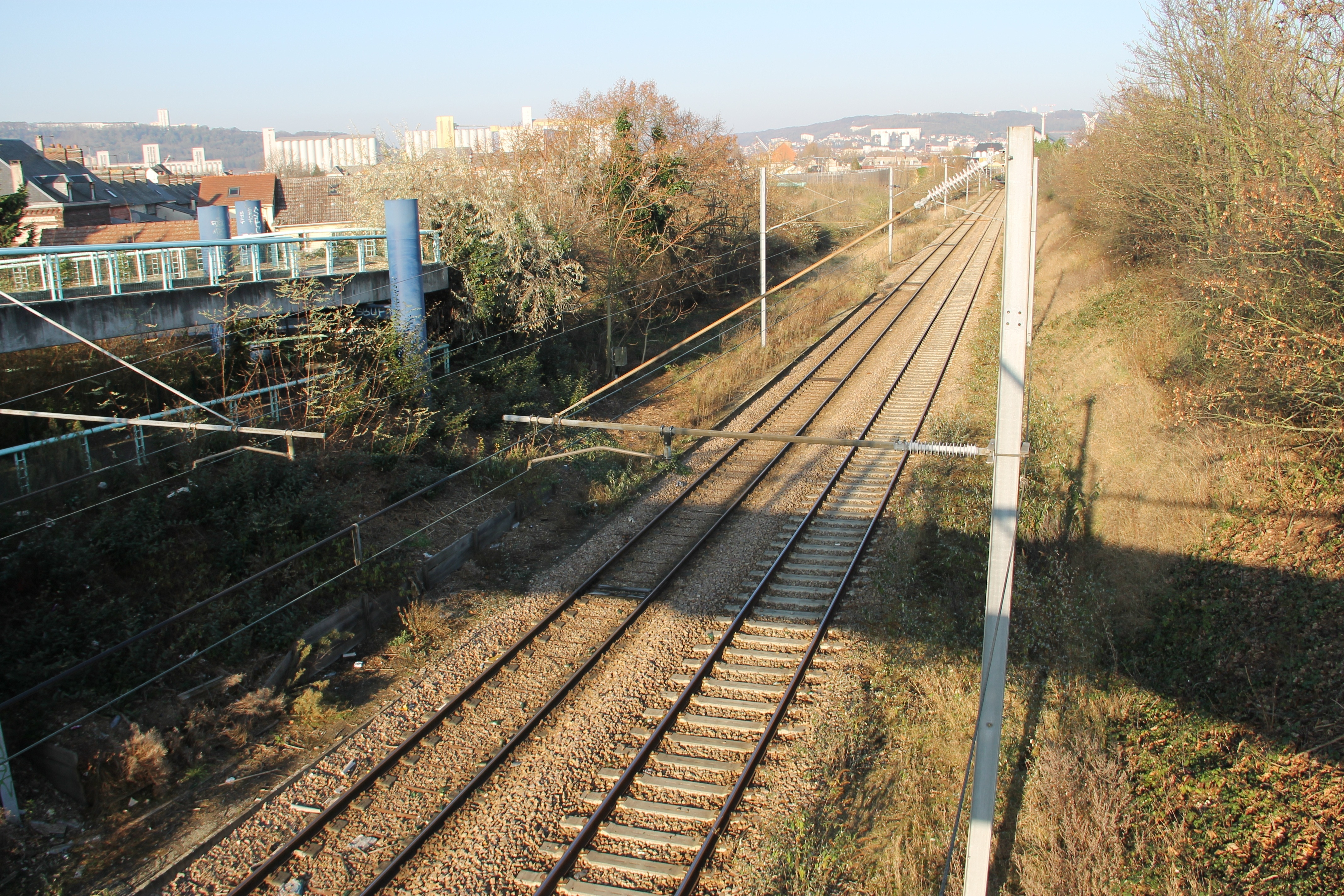
La ligne entre Rouen-Orléans et Le Petit-Quevilly

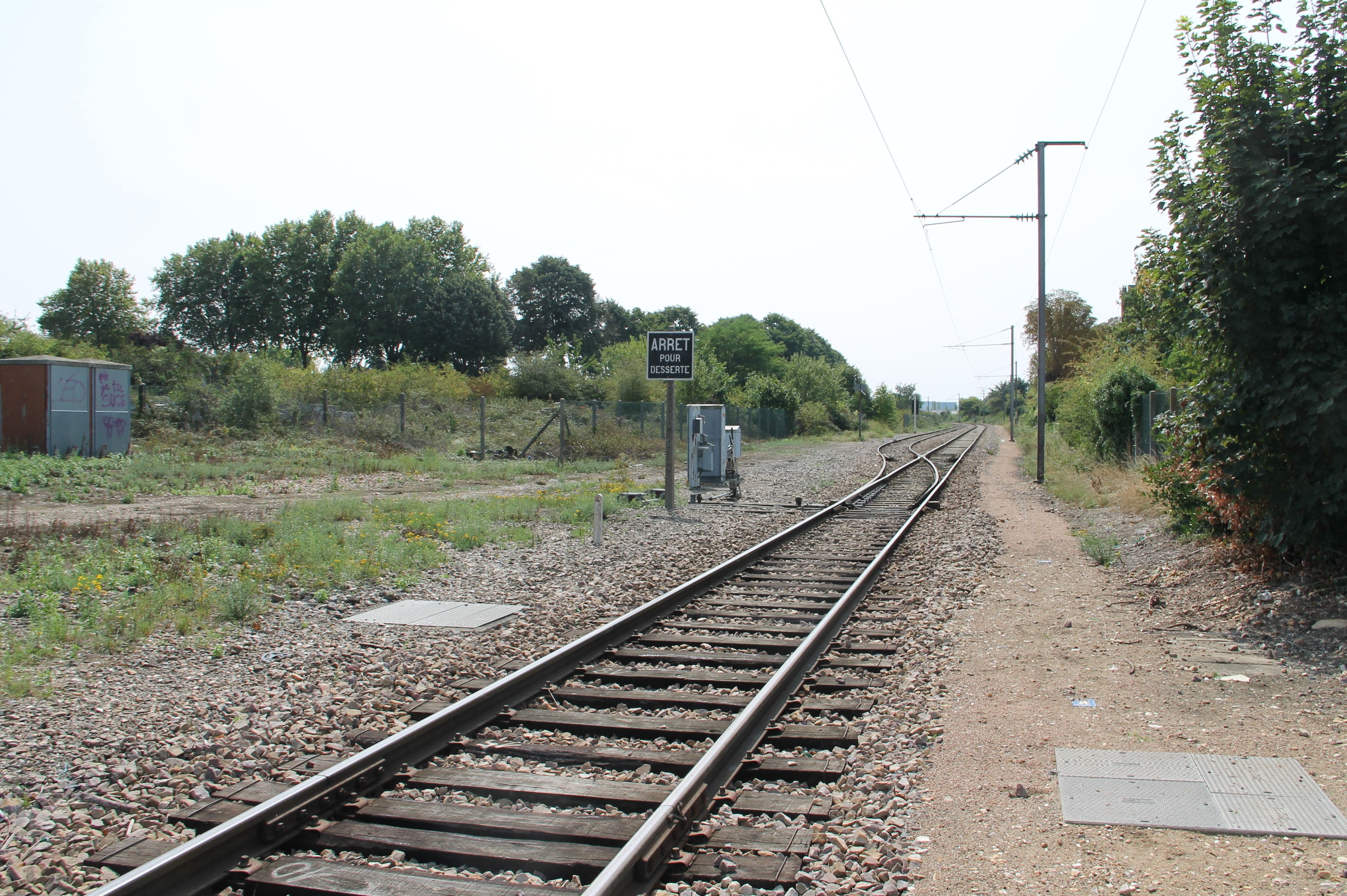
Bifurcation du Grand-Quevilly. À gauche vers Saint-Pierre-les-Elbeuf, à droite le raccordement aval vers Petit-Couronne

À la sortie de la tranchée, la ligne débouche sur la gare de marchandises dite de Rouen-Orléans (km 112 de Dreux), qu'elle traverse en laissant à sa gauche l'emplacement d'un ancien faisceau de triage, dit de la Plaine, et à sa droite un autre de réception et de départ, dit Clamageran, desservant la presqu'ile Élie avec ses terminaux céréaliers et sucriers et le quai de Rouen-Quevilly et son terminal forestier, pour gagner, par un parcours à double voie d'environ deux kilomètres sous caténaire normale régularisée, la bifurcation du Petit-Quevilly (km 109,971). Elle se divise alors en deux branches partant l'une vers l'ouest, l'autre vers l'est, mais amorçant après environ cinq kilomètres une boucle faisant leur jonction à Petit-Couronne.

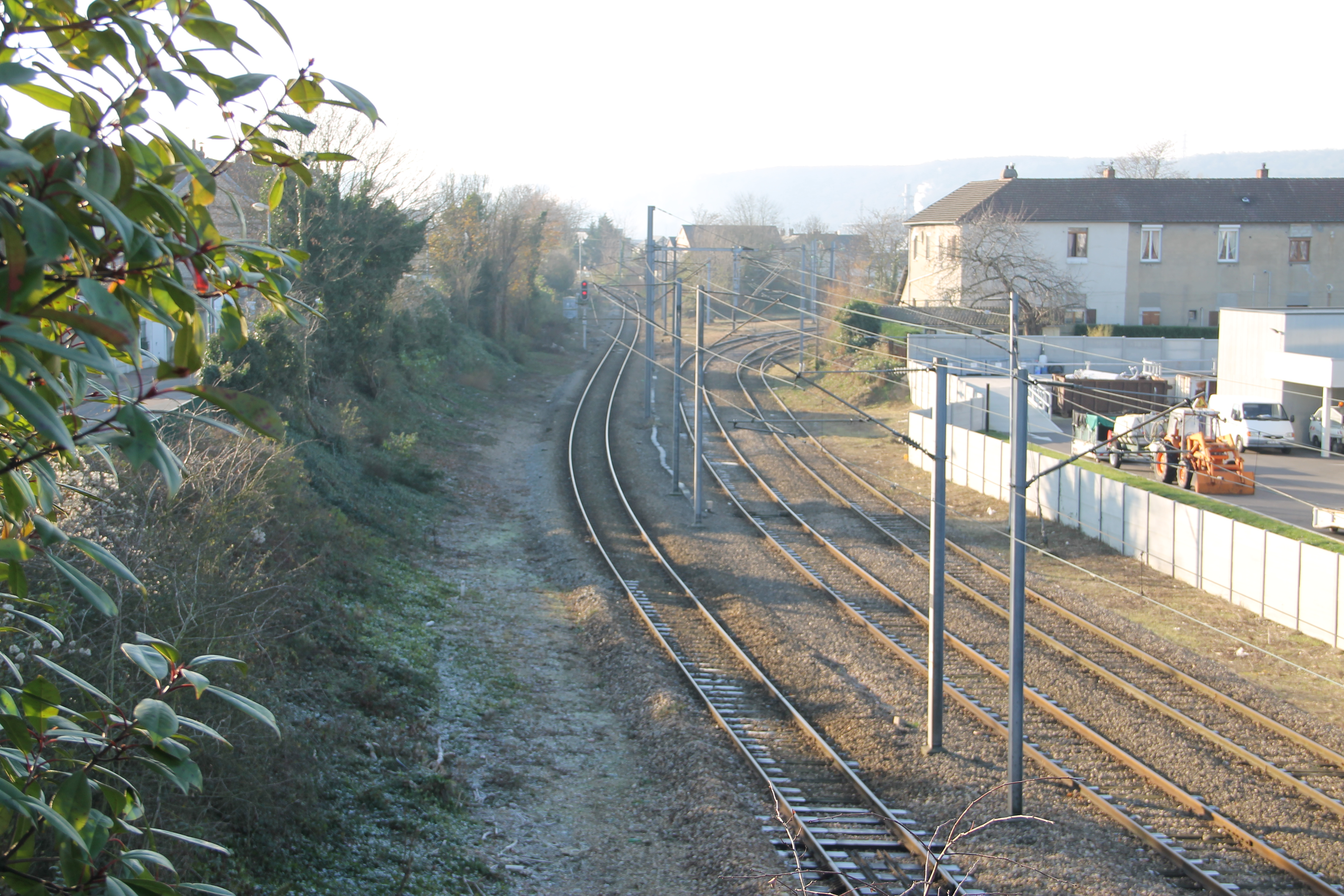
Bifurcation du Petit-Quevilly. À gauche, la ligne vers Saint-Pierre-les-Elbeuf et Petit-Couronne.

- La branche ouest se dirige, toujours en double voie vers un large faisceau de vingt-six voies, dit plateau anglais, situé sur la commune du Grand-Quevilly, où prennent fin les caténaires, puis continue encore en voie unique sur une dizaine de kilomètres, ponctuée d'embranchements particuliers tels celui de Borealis (ex GPN) et de voies de garage et d'accès à divers terminaux portuaires (charbons, conteneurs, véhicules, agro-alimentaire, etc.) jusqu'à Grand-Couronne, puis Moulineaux.
- La branche est, électrifiée en ligne de contact simple (fil trolley), parcourable à 60 km/h, emprunte d'abord l'ancienne voie unique vers Elbeuf, pour s'en détacher au Grand-Quevilly (km 107,368) et par un tronçon ouvert en 1978, dit raccordement aval se diriger vers le plateau de Petit-Couronne, faisceau de dix voies jadis dédié à l'important trafic pétrolier engendré par la raffinerie Shell, devenue un temps Pétroplus avant sa fermeture. À la sortie du faisceau cesse l'électrification, et la ligne, reliée à celle de la branche ouest par un raccordement en demi-cercle, poursuit jusqu'aux terminaux de Grand-Couronne-Moulineaux.

### Exploitation
Depuis la fermeture de la desserte voyageurs entre Rouen et Elbeuf-ville fin 1965, la ligne n'assure plus qu'un trafic de marchandises. Avec la suppression, au cours des années 1990, des navettes fret jusqu'à Saint-Pierre-les-Elbeuf, la section Grand-Quevilly - Elbeuf et au-delà n'est plus utilisée.
De nombreux établissements industriels importants situés dans la zone portuaire ou à ses abords immédiats ont au fil du temps cessé leur activité : Hauts-fourneaux de Rouen (1967) et Chantiers de Normandie (1987) au Grand-Quevilly, Potasse et Engrais Chimiques (1987) à Grand-Couronne, Raffinerie de Petit-Couronne (2013) notamment, provoquant graduellement une baisse sensible du nombre des circulations ferroviaires. Celles-ci ont également été affectées par des circonstances extérieures. Ainsi, alors que, de la fin des années 1960 au début des années 1980, cinq à sept trains complets de 2 000 tonnes de houille d'importation quittaient quotidiennement les terminaux charbonniers à destination des centrales thermiques EDF de Creil et de Vitry-sur-Seine, leur conversion à d'autres combustibles, puis leur fermeture, ont tari cette source de trafic.
Les conditions générales d'accès aux voies portuaires et d'encadrement de leur utilisation sont énoncées dans le «document de référence du réseau ferré portuaire» du Grand port maritime de Rouen, qui comprend en annexe un schéma des voies concernées.

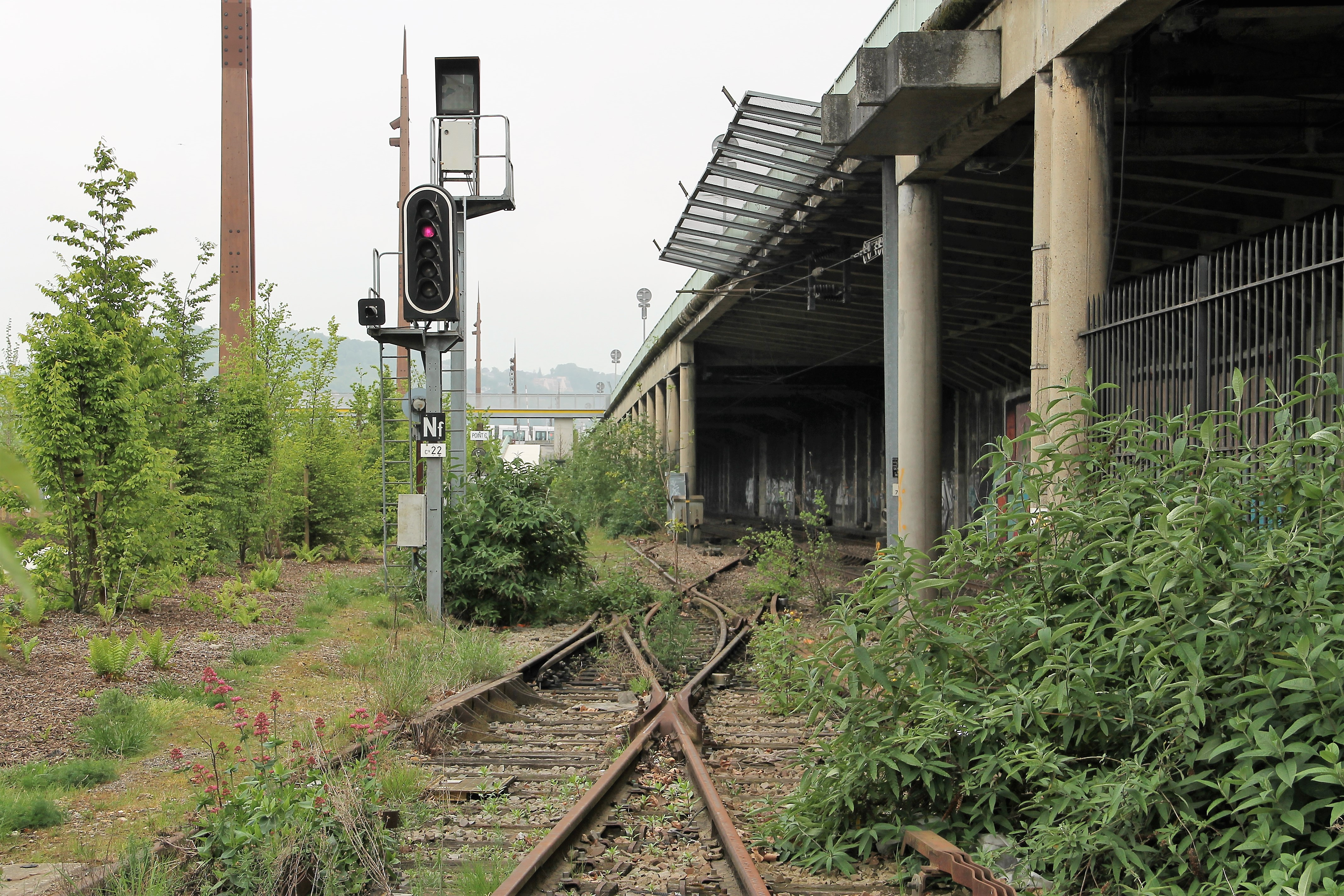
Tranchée couverte: ancien embranchement desservant le quai Cavelier-de-La-Salle.
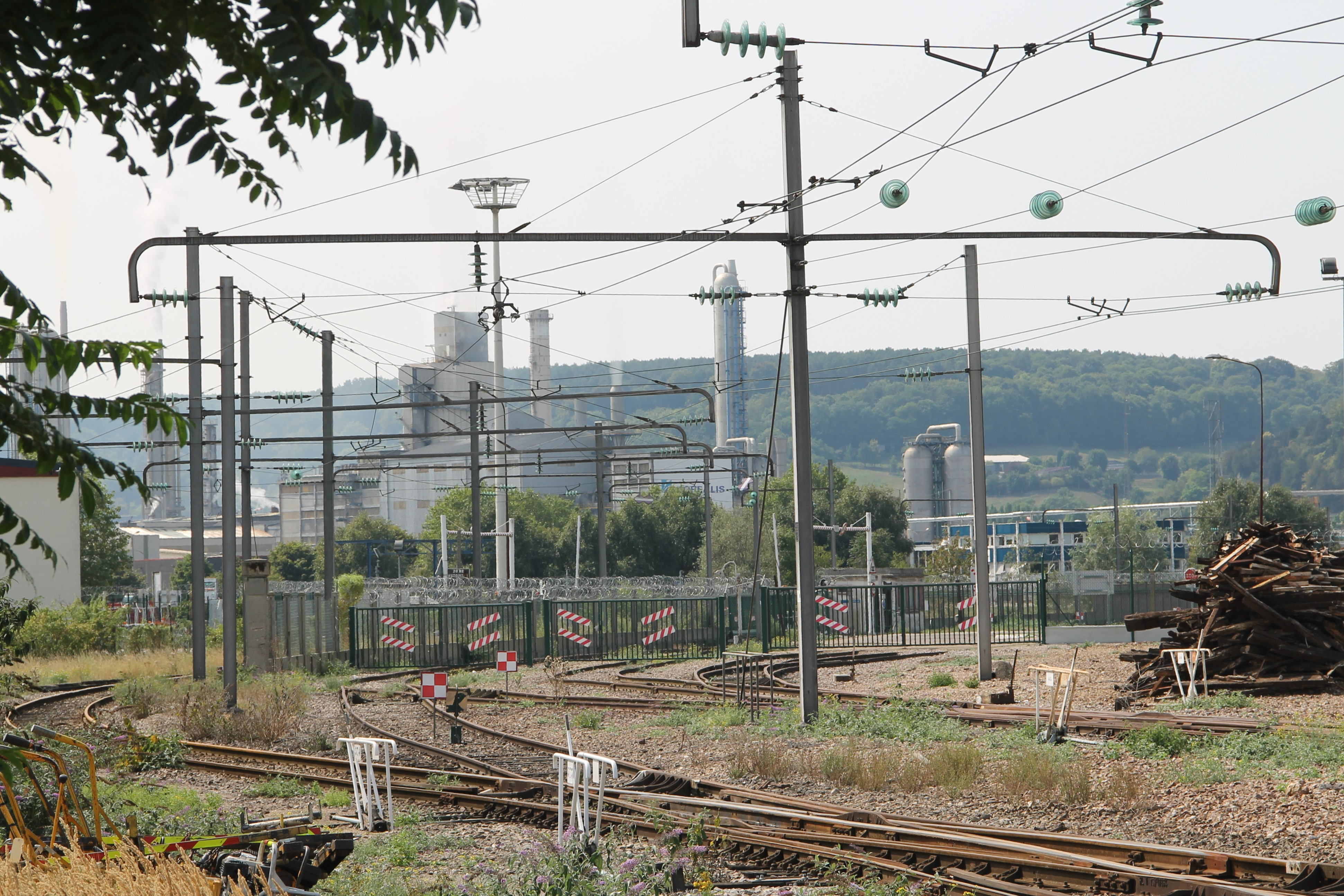
Sortie du plateau anglais vers Borealis et les autres voies du port (à gauche).
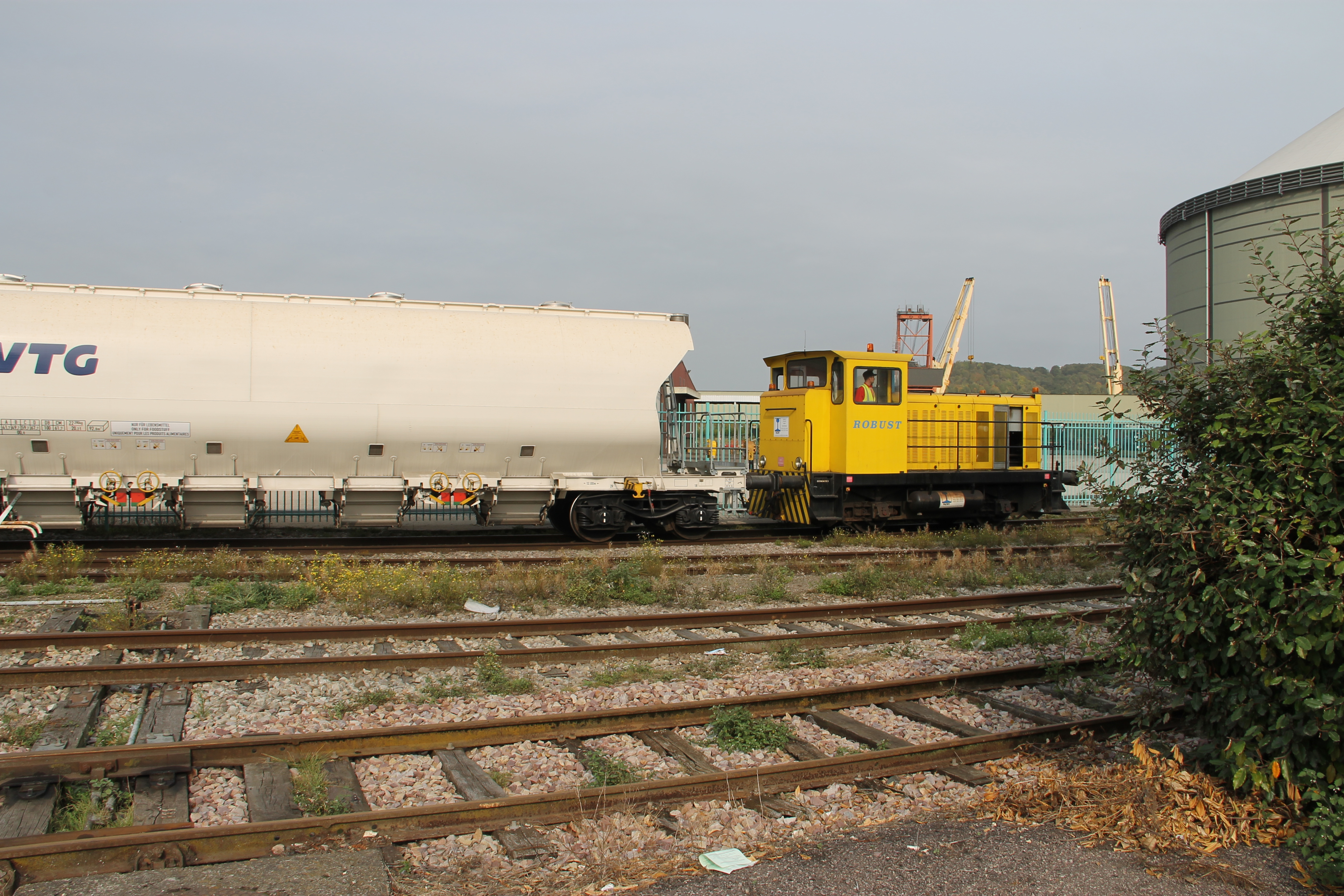
Manœuvre au terminal sucrier de la presqu'île Élie.
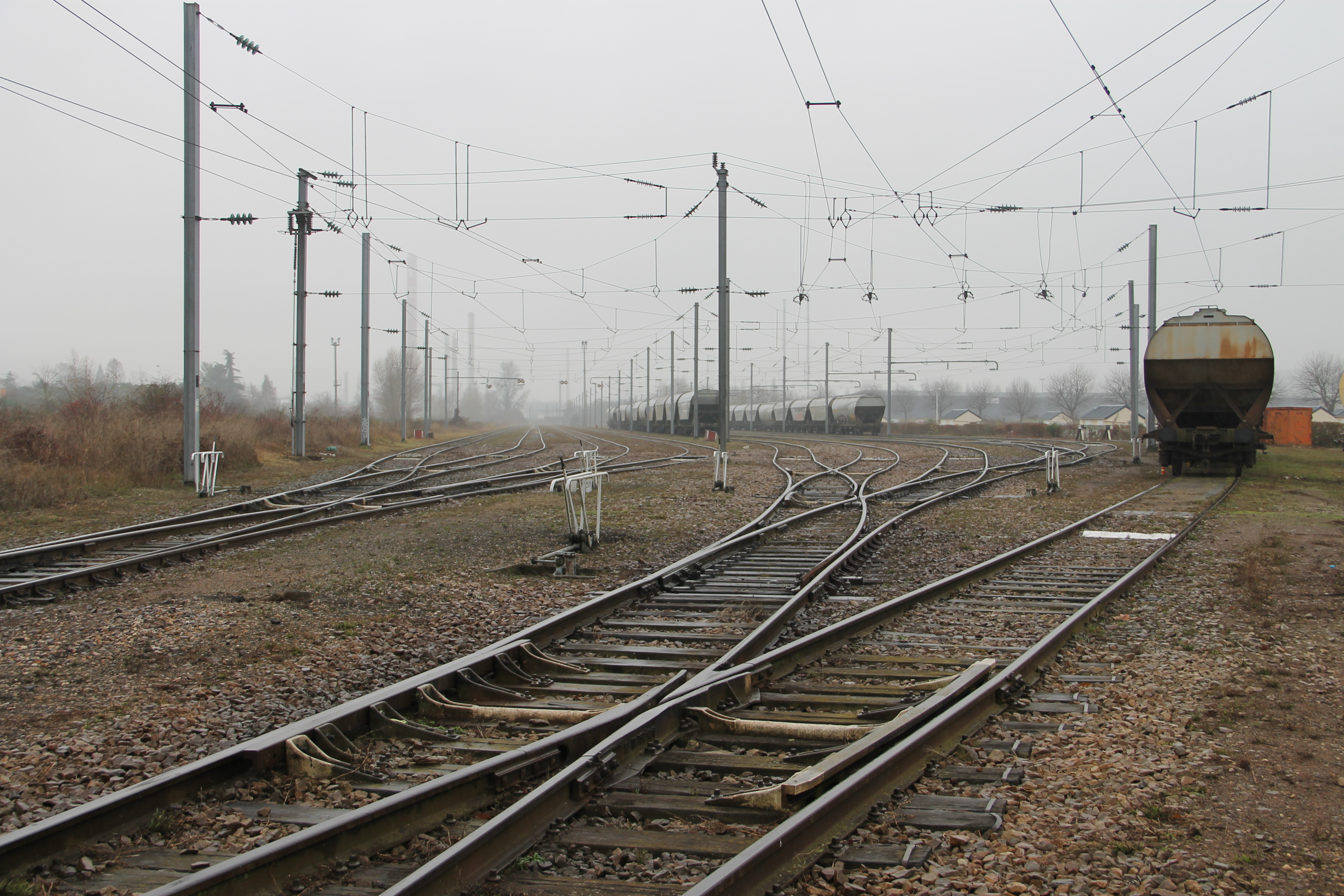
Ancien faisceau Shell à Petit-Couronne.
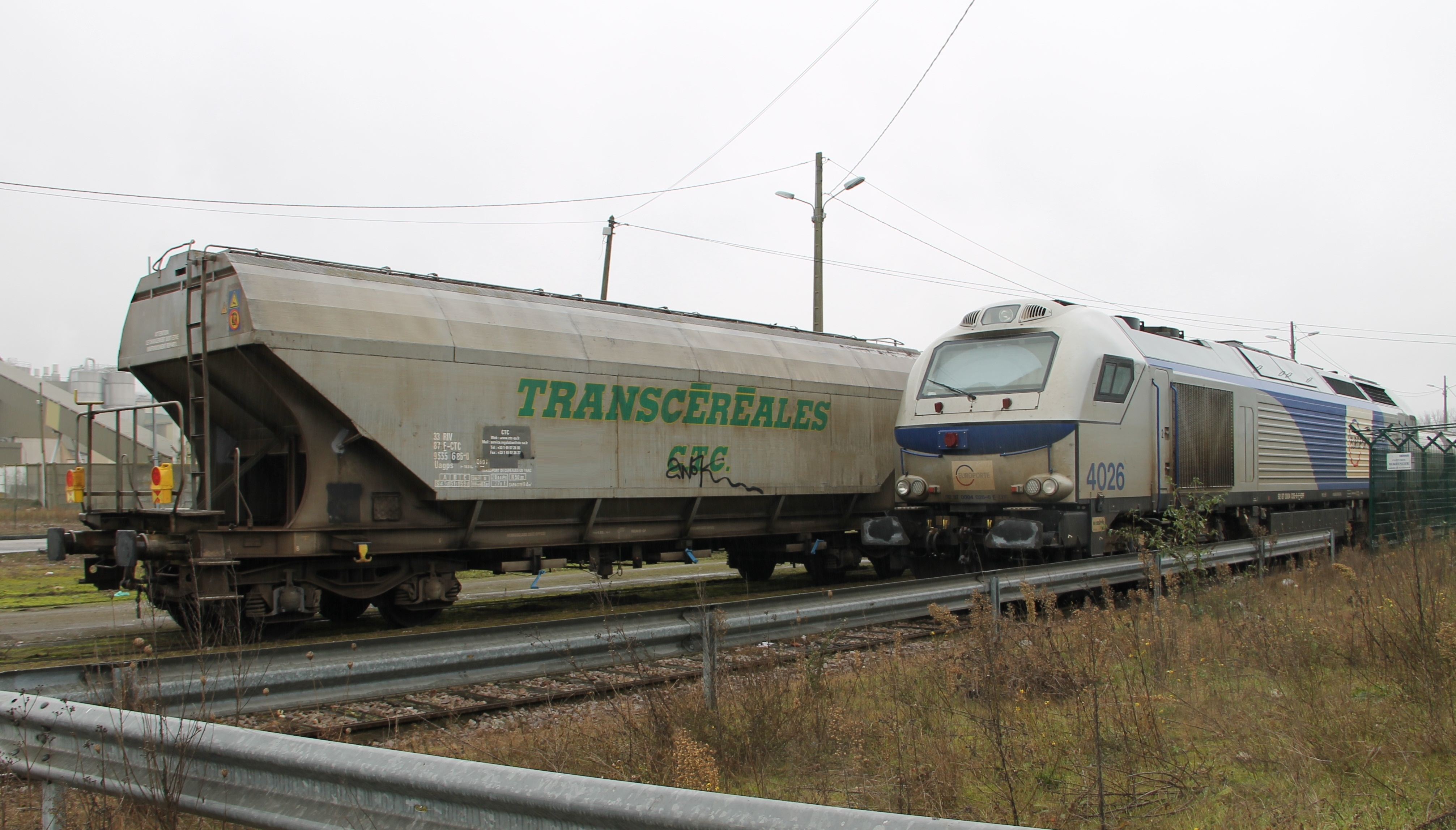
Desserte du terminal agro-alimentaire de Petit-Couronne.

### Avenir de l'infrastructure
Dans le cadre du projet Service express métropolitain de Rouen la ligne serait réouverte aux voyageurs avec la voie qui la prolonge jusqu'à Elbeuf afin de créer la liaison Louviers - Elbeuf-Ville. La gare nouvelle Rouen Saint-Sever sera construite pour également accueillir la Ligne Nouvelle Paris - Normandie qui longera la tranchée couverte au-delà de laquelle un tunnel sera percé en direction de Barentin.

## *Notes et références
1. ↑  Lire en ligne.
2. ↑  Qui ne sera jamais réalisé.
3. ↑  « N° 2489 - Décret qui déclare d'utilité publique l'établissement d'un chemin de fer d'intérêt local de la limite du département de l'Eure, vers Montaure, au quai rive gauche de la Seine, à Rouen-Saint-Sever, par Grand-Couronne : 5 avril 1873 », Bulletin des lois de la République Française, Paris, Imprimerie Nationale, xII, vol. 7, no 165,‎ 1873, p. 735-752 (lire en ligne).
4. ↑  Sur les contentieux engendrés par cette faillite, voir en ligne les arrêts du Conseil d'État du 15 juillet 1881.
5. ↑  Loiret, Eure-et-Loir, Eure, Seine-Inférieure.
6. ↑  « N° 7065 - Loi qui, 1° incorpore divers chemins de fer d'intérêt local dans le réseau d'intérêt général ; 2° approuve des conventions passées entre le Ministre des Travaux Publics et diverses Compagnies de Chemin de fer : 31 mars 1877 », Bulletin des lois de la République Française, Paris, Imprimerie Nationale, xII, vol. 16, no 395,‎ 1878, p. 801-823 (lire en ligne).
7. ↑  « no 14218 - Loi qui approuve la convention passée, le 17 juillet 1883, entre le ministre des Travaux publics, et la Compagnie des chemins de fer de l'Ouest : 20 novembre 1883 », Bulletin des lois de la République Française, Paris, Imprimerie Nationale, xII, vol. 28, no 834,‎ 1884, p. 359 - 367 (lire en ligne).
8. ↑  Lire le texte en ligne
9. ↑  Décret du 26 octobre 1887 «Qui déclare d'utilité publique l'établissement de nouvelles voies ferrées sur les quais de rive gauche de la Seine au port de Rouen et approuve une convention passée avec la Compagnie des chemins de fer de l'Ouest pour la concession de ces voies» (Lire le texte en ligne).
10. ↑  La Vie du Rail numéro 1794 du 21 mai 1981 : « Rouen, haute mer en basse Seine », p. 14.
11. ↑  Soulevant par ailleurs de nombreuses difficultés de gestion tarifaire (voir par exemple sur un litige avec la compagnie des pétroles Fanto les arrêts de la Cour de Cassation du 7 janvier 1918).
12. ↑  Voir : « Rouen : caténaires sur la rive gauche », par B. Collardey, La Vie du rail, no 1860 du 23 septembre 1982, p. 4-5.
13. ↑  Voir La Vie du Rail, n° 1881 du 17 février 1983, p. 2.
14. ↑  Rail Passion n° 299, septembre 2022, p. 6.
15. ↑  Elle a été naguère utilisée comme halte dans le cadre du trafic voyageurs pour Elbeuf-ville jusqu'à sa suppression en décembre 1965, et ponctuellement comme terminus provisoire des trains de et pour Paris en cas d'interception du tunnel Sainte-Catherine, essentiellement en 1955, après un éboulement coupant la ligne pendant un an, et en 1979 (avec, cette fois la dénomination de Rouen-Préfecture), pour des travaux de réfection durant plusieurs mois.
16. ↑  Une partie de ses emprises avait été affectée durant quelques années à la fourrière municipale de Rouen, avant sa disparition totale au profit des immeubles du nouveau quartier Rouen Flaubert.
17. ↑  Naguère, la presqu'ile Rollet était elle aussi desservie, mais ses installations charbonnières ont été transférées en aval, et elle a été reconvertie en parc public.
18. ↑  La Vie du Rail, no 1771 du 14 décembre 1980, p. 5.
19. ↑  Document de référence du réseau ferré portuaire, Grand port maritime de Rouen, novembre 2016.